# Хёглунд, Цет
Цет Хёглунд (швед. Zeth Höglund; 29 апреля 1884, Гётеборг — 13 августа 1956, Стокгольм) — один из ключевых деятелей шведского коммунистического движения, антимилитарист, журналист, писатель, председатель Компартии Швеции в 1919—1924 годах, мэр Стокгольма в 1940—1950 годах.

## Начало политической деятельности
Цет Хёглунд рос в Гётеборге в семье нижнего среднего класса. Его отец — Карл Хёглунд — работал в кожевенной лавке, а затем стал сапожником. Цет был младшим из десяти детей — единственным из них мальчиком. Его родители были очень религиозны, однако не любили церковную иерархию. Цет затем стал атеистом.
Учась в средней школе Цет начал воспринимать себя, как социалиста, и вместо школьных книг читал работы немецких социалистов — Карла Маркса, Фердинанда Лассаля, Вильгельма Либкнехта, а также шведских социал-демократов — Акселя Даниэльссона и Яльмара Брантинга. Кроме того, Цет увлекался Ницше и Августом Стриндбергом.
Закончив в 1902 году среднюю школу, он вскоре получил стажировку в ежедневной газете «Göteborgs Posten». Затем Цет начинает изучать историю, политические науки и литературу в Гётеборгском университете. Там он встречается с Фредриком Стрёмом, также радикальным социалистом. Они стали очень близкими друзьями на всю жизнь.
Хеглунд и Стрем были приглашены произнести речь на первомайской демонстрации 1903 года, устроенную Социал-демократической партией, с требованием 8-часового рабочего дня. Хеглунд начал выступление и был поддержан Стремом, который неожиданно стал агитировать за 6-часовую рабочую неделю и даже обещал 4-часовую рабочую неделю в социалистическом будущем.

## В Париже
Летом 1903 года Хёглунд и Стрем решают отправиться в Париж. Им была интересна родина Великой французской революции и город, в котором жили и боролись их герои — Марат, Дантон, Сен-Жюст.
В Париже они посетили несколько социалистических митингов, на одном из которых Жан Жорес выступал перед 4-тысячной толпой. Они написали несколько текстов об увиденном, и отправили некоторые из них в Швецию, где их напечатали в различных газетах. Однажды у почтового отделения Фредрик Стрем заметил наблюдение за ними французской полиции.
У них было очень мало денег — они хотели скромно жить в Париже, не тратя много денег на еду. С приходом зимы их положение усложнилось. Вопреки их надеждам пробыть в Париже большее количество времени, они вынуждены были возвращаться в Швецию. У них не было денег на поездку домой, но две сестры Цета — Ада и Элиса — отправили им деньги, и они вернулись домой к концу декабря 1903 года.

## Антимилитаризм
В 1904 году Хеглунд вступил в шведскую социал-демократическую партию и стал одним из лидеров её молодёжного крыла. Он написал статью под названием «Let Us Make Swedish Social Democracy the Strongest in the World» («Давайте сделаем шведскую социал-демократию сильнейшей в мире»). В 1905 году выступал в поддержку права Норвегии на самоопределение и независимость от Швеции. Когда шведская буржуазия заявила, что готова подавить Норвегию силой, Цет Хеглунд написал манифест «Ned med vapnen!» («Долой оружие!»), в котором говорил, что если шведские рабочие стали бы силой для войны с Норвегии, то они вместо этого могут повернуть оружие против шведского правящего класса. Война тогда была предотвращена, и Норвегия получила независимость. Результатом же антивоенной агитации Хеглунда стали его арест и шесть месяцев в тюрьме — до декабря 1906 года. Карл Либкнехт описал Хеглунда как героя в своей книге «Милитаризм и антимилитаризм».
В своей статье «О праве наций на самоопределение» Владимир Ленин, касаясь вопроса отделения Норвегии от Швеции, писал:

«Тесный союз норвежских и шведских рабочих, их полная товарищеская классовая солидарность выигрывала от этого признания шведскими рабочими права норвежцев на отделение. … Шведские рабочие доказали, что через все перипетии буржуазной политики … они сумеют сохранить и отстоять полное равноправие и классовую солидарность рабочих обеих наций в борьбе и против шведской, и против норвежской буржуазии».
В ноябре 1912 года Хёглунд вместе со своими товарищами — Яльмаром Брантингом и Туре Нерманом — посетил чрезвычайный конгресс Второго интернационала в Базеле. Чрезвычайная встреча была вызвана начавшейся в октябре на Балканах войной, что отразилось в «Базельском манифесте», принятом на конгрессе, в котором говорилось о необходимости интернациональными усилиями рабочего класса вести борьбу с надвигающейся мировой войной.
Вместе с Фредриком Стрёмом и Ханнесом Шёльдом Хеглундом был написан антивоенный манифест «Det befästa fattighuset» («Крепость — богадельня»). Манифест описывал Швецию, как вооружённую крепость и в то же время богадельню — где люди были жалки, а правящий класс тратил все ресурсы на военные нужды. «Ни одной кроны, ни одного эре на войну!» — был слоган манифеста.

## Первая мировая война и Циммервальд
В 1914 году Хёглунд получил место в Нижней палате Риксдага, где он вел пропаганду социализма, против капитализма, войны и шведской монархии. Речи Хёглунда были настолько провокационными, что вызвали возмущение лидера социал-демократической партии Брантинга.
После начала мировой войны Хеглунд и Нерман были представителями шведско-норвежской делегации на конференции представителей левого крыла II Интернационала в Циммервальде в 1915 году. На конференции, объединившей интернационалистов и противников войны, произошло сближение молодых шведских социал-демократов с большевистской фракцией. На конференции Хеглунд и Нерман встречались с Лениным, Зиновьевым, Радеком и Троцким.
Несмотря на то, что Швеция придерживалась нейтралитета в период войны, за антивоенную пропаганду Хеглунд был арестован и посажен в тюрьму. Во время отбывания срока в королевской тюрьме «Лонгхольмен» в Стокгольме родилась его вторая дочь.
В апреле 1917 года Ленин и другие русские социал-демократы посетили Стокгольм по пути из эмиграции в Россию. Ленин встречался с Отто Гримлундом, Туре Нерманом, Фредриком Стремом и Карлом Линдхагеном. Также Ленин пытался посетить королевскую тюрьму для встречи с Хёглундом, однако ему это не удалось, и он написал Хёглунду телеграмму с пожеланием ему сил и надеждой на скорую встречу.
Хёглунд был освобождён из тюрьмы 6 мая 1917 года после 13 месяцев заключения. В первые дни после своего освобождения Хёглунд участвовал в многотысячном митинге в парке Стокгольма. Он произнёс речь, в которой говорил о мире, социализме и революции. Из России Цет получил телеграмму со словами:

«В дни вашего освобождения из тюрьмы ЦК РСДРП приветствует вашу стойкость борца против империалистической войны и искреннего сторонника Третьего интернационала».

## Рождение Шведской компартии
Хёглунд был одним из лидеров левого крыла социал-демократической партии, оппозиционного тогдашнему руководству партии во главе с Яльмаром Брантингом. В 1917 году он и его сторонники были исключены из социал-демократической партии, и сформировали Левую социал-демократическую партию Швеции (ЛСДП), вскоре сменившую название на Коммунистическую партию Швеции.
В 1916 году левые социал-демократы начали издавать собственную газету «Politiken», в которой публиковали тексты Ленина, Зиновьев, Бухарина, Радека и других. Бухарин и Радек, проводившие в период войны много времени в нейтральной Швеции, оказали большое влияние на развитие и становление шведской социалистической левой.
В декабре 1917 года Хеглунд и Чильбум отправились в Петроград. Там они встречались с Лениным, были приглашены произнести речь на 10-тысячном митинге — их переводчиком была Александра Коллонтай, много времени прожившая в Швеции и близко знавшая шведских левых социалистов. Хеглунд оставался в советской России до весны 1918 года. Он путешествовал по стране, встречался со многими большевистскими лидерами. О своей поездке Хеглунд написал большой текст для «Politiken». Во время возвращения в Швецию он заехал к товарищам в Финляндию, где в это время шла гражданская война, завершившаяся в итоге победой белых.
На первом конгрессе Коминтерна в марте 1919 года левых социал-демократов представлял Отто Гримлунд. Хеглунд убеждал тогда членов ЛСДП о необходимости вступления в Коминтерн. На третьем конгрессе 1921 года партию представляли Хеглунд, Стрем и Хинке Бергегрен. Хеглунд боролся в рядах ЛСДП за принятие «Двадцать одного условия» членства в Коминтерне. Одни члены партии, не согласные с Условиями, вышли из неё, в то время, как другие, включая Карла Линдхагена, были исключены.

## Исключение из компартии
В 1922 году Хеглунд был избран в Исполком Коминтерна. В 1923 году поместил в центральном органе шведской компартии «Politiken» статью, в которой старался доказать, что можно быть коммунистом и вместе с тем религиозно-верующим человеком. Чтобы быть членом коммунистической партии, по мнению Хеглунда, достаточно разделять её программу и подчиняться её организационному уставу: «религиозное сознание и революционная политика вовсе не исключают друг друга». «Компартия требует от каждого своего члена марксистского миросозерцания. Мы же требуем лишь, чтобы каждый сочлен принимал участие в революционной борьбе с капитализмом за социалистическую организацию общества. Все дело в практической борьбе, а не в философских или религиозных мировоззрениях». Разногласия касались, кроме религиозных вопросов, также тактики «единого фронта». На 5-м конгрессе Коминтерна большинство делегации шведской компартии составили сторонники Хеглунда, и он продолжал оставаться членов ИККИ. Однако в следующем, 1924, году Хеглунда вывели из состава ИККИ и исключили из компартии.
В 1926 году Хеглунд вернулся в Социал-демократическую партию Швеции, где был лидером радикального левого крыла. В 1940—1950 годах занимал пост мэра Стокгольма. Всю свою жизнь он продолжал считать себя коммунистом, выступал против сталинизма, защищал Троцкого, несмотря на то, что никогда не входил в число сторонников Левой оппозиции. Хеглунд писал:

«Ставить знак равенства между Сталиным и Советским Союзом — значит употреблять тот метод, который используют нацисты, чтобы идентифицировать Гитлера с немецким народом. Этот метод не имеет ничего общего с социалистическим мировоззрением и скорее наносит СССР вред, чем пользу».

«Замалчивать, если не открыто восхвалять постыдные преступления против социалистической морали или одобрять бесстыдное поведение палачей и даже перенимать те методы, с помощью которых была подавлена оппозиция. Все это равносильно участию в надругательстве над социалистическим учением, в проституировании его, за что прежде всего несет ответственность Сталин. Социализм для нас — нечто большее, чем развитие промышленности в Советском Союзе. Для нас — это мироощущение и моральное кредо. Мы не намерены заглушать голос собственной совести только потому, что наша позиция раздражает Сталина и его нахлебников».